# Oberbech (Overath)
Oberbech ist ein Ortsteil von Steinenbrück in der Stadt Overath im Rheinisch-Bergischen Kreis in Nordrhein-Westfalen, Deutschland.

## Lage und Beschreibung
Oberbech liegt oberhalb der Bundesautobahn 4 an der Kreisstraße 38, die Steinenbrück mit Kreutzhäuschen verbindet. Orte in der Nähe sind Stich, Heidermühle, Mittelbech, Weberhöhe und Wüsterhöhe.

## Geschichte
Die Topographia Ducatus Montani des Erich Philipp Ploennies, Blatt Amt Steinbach, belegt, dass der Wohnplatz bereits 1715 eine Hofstelle besaß, die als Freihof gekennzeichnet und als Bech beschriftet ist. Carl Friedrich von Wiebeking benennt die Hofschaft auf seiner Charte des Herzogthums Berg 1789 als Bech. Aus ihr geht hervor, dass der Ort zu dieser Zeit Teil der Honschaft Balken im Kirchspiel Overath war. Der Ort ist auf der Topographischen Aufnahme der Rheinlande von 1817 als Bech verzeichnet. Die Preußische Uraufnahme von 1845 zeigt den Wohnplatz ebenfalls unter dem Namen Bech. Ab der Preußischen Neuaufnahme von 1892 ist der Ort auf Messtischblättern regelmäßig als Oberbech verzeichnet.
1822 lebten 15 Menschen im als Hof kategorisierten und Bech bezeichneten Ort, der nach dem Zusammenbruch der napoleonischen Administration und deren Ablösung zur Bürgermeisterei Overath im Kreis Mülheim am Rhein gehörte. Für das Jahr 1830 werden für den als Bech bezeichneten Ort 19 Einwohner angegeben. Die Gemeinde- und Gutbezirksstatistik der Rheinprovinz führt Oberbech 1871 mit vier Wohnhäusern und 20 Einwohnern auf. Im Gemeindelexikon für die Provinz Rheinland von 1888 werden für Oberbech vier Wohnhäuser mit 24 Einwohnern angegeben. 1895 besitzt der Ort drei Wohnhäuser mit zwölf Einwohnern, 1905 werden vier Wohnhäuser und 13 Einwohner angegeben.
Auf den Gruben Hermann und Bavaria wurden im 19. Jahrhundert Buntmetallerze abgebaut.